# Селианитика
Селианитика (греч. Σελιανίτικα) — поселение в северном Пелопоннесе, Греция. Расположено на побережье Коринфского залива, в 6 км к северо-западу от Эйона и в 26 км к востоку от Патры, на высоте около 30 м над уровнем моря. Входит в общинную единицу Симболития общины Эйялия периферийной единицы Ахея. Селения Селианитика и Лонгос имеют красивый пляж из мелкого гравия в Коринфском заливе, длина которого составляет около 1,5 км. Эти деревни являются летними курортами. В 2011 году в деревне проживало 902 человека.

## Фотогалерея

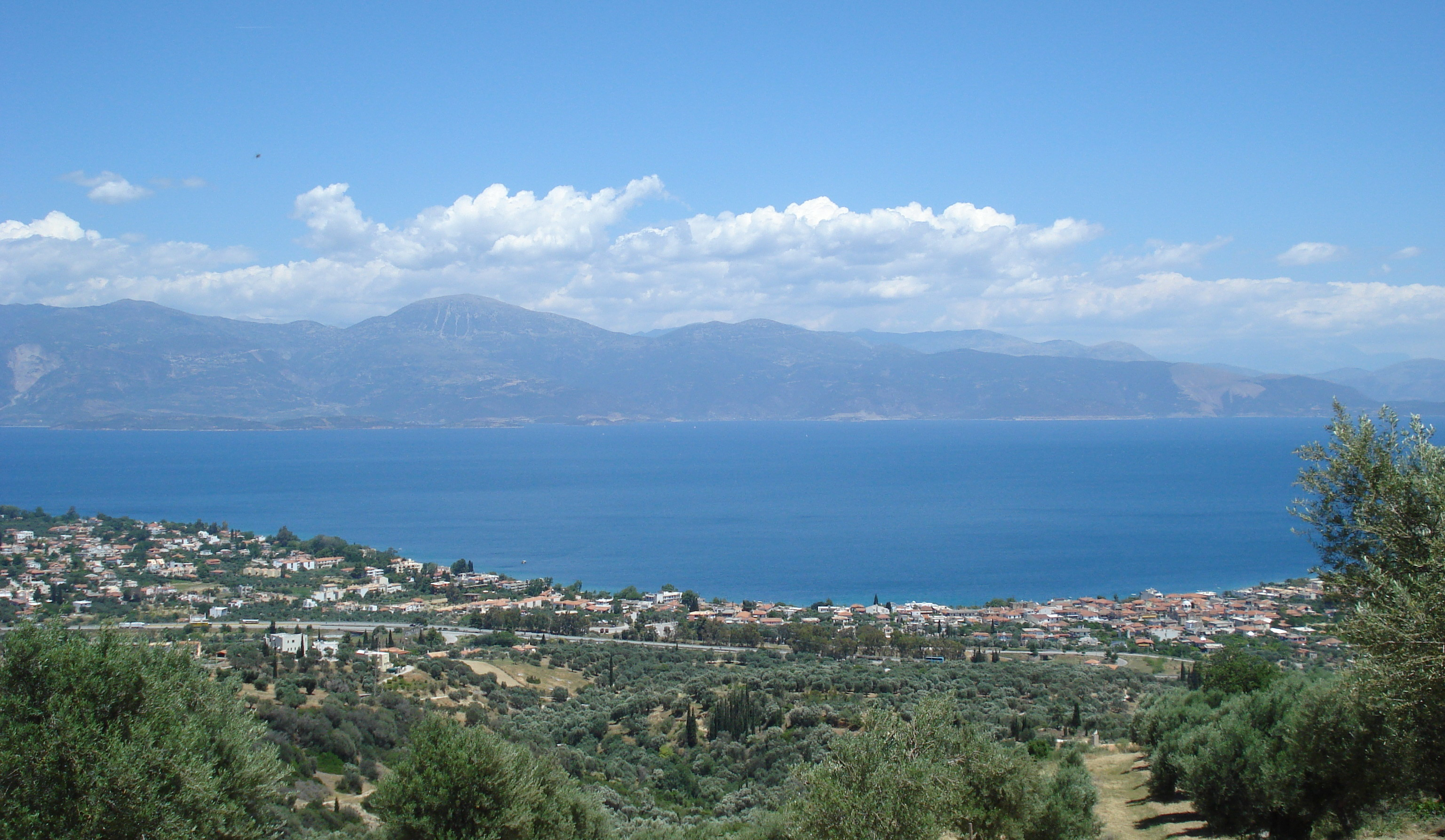
Панорамная фотография деревень Селианитика и Лонгос
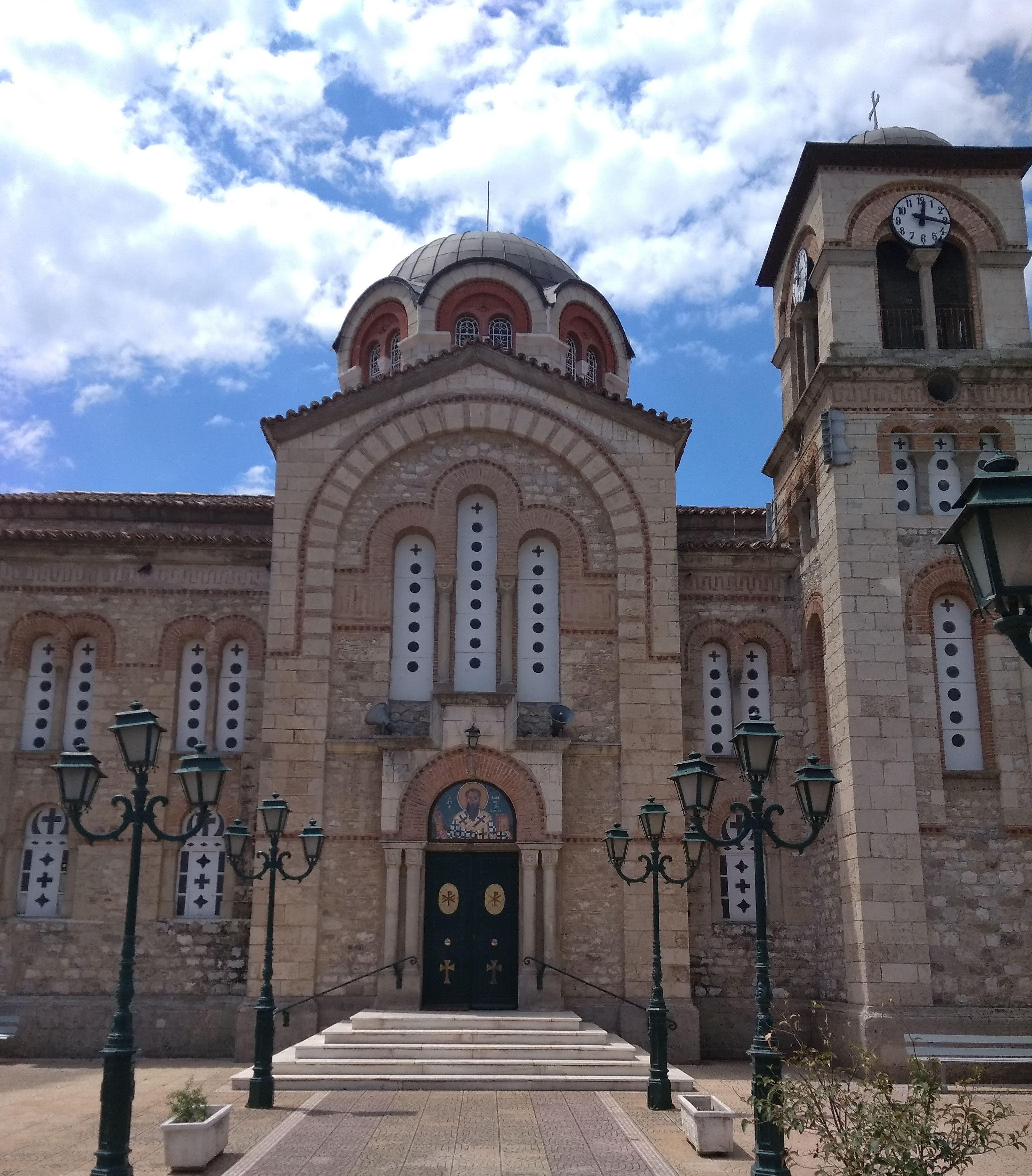
Храм Василия Блаженного в Селианитике (лето 2018)
Площадь около моря (весна 2018)
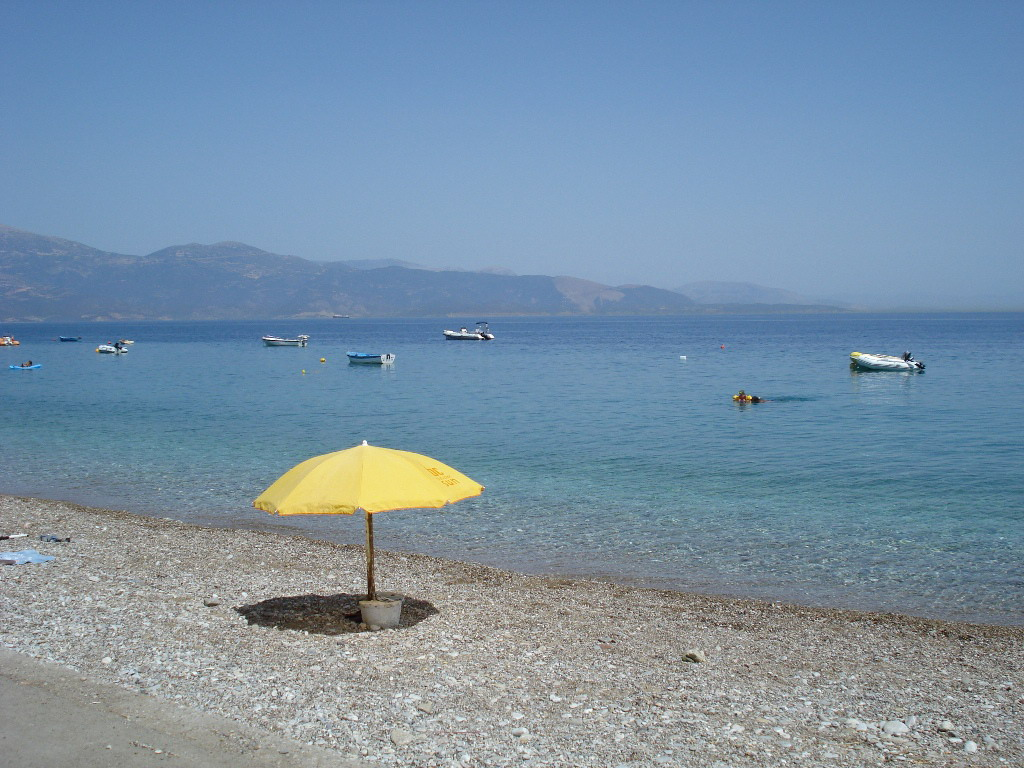
Вид на пляж летом
Выход автомагистрали 8 в Селианитике
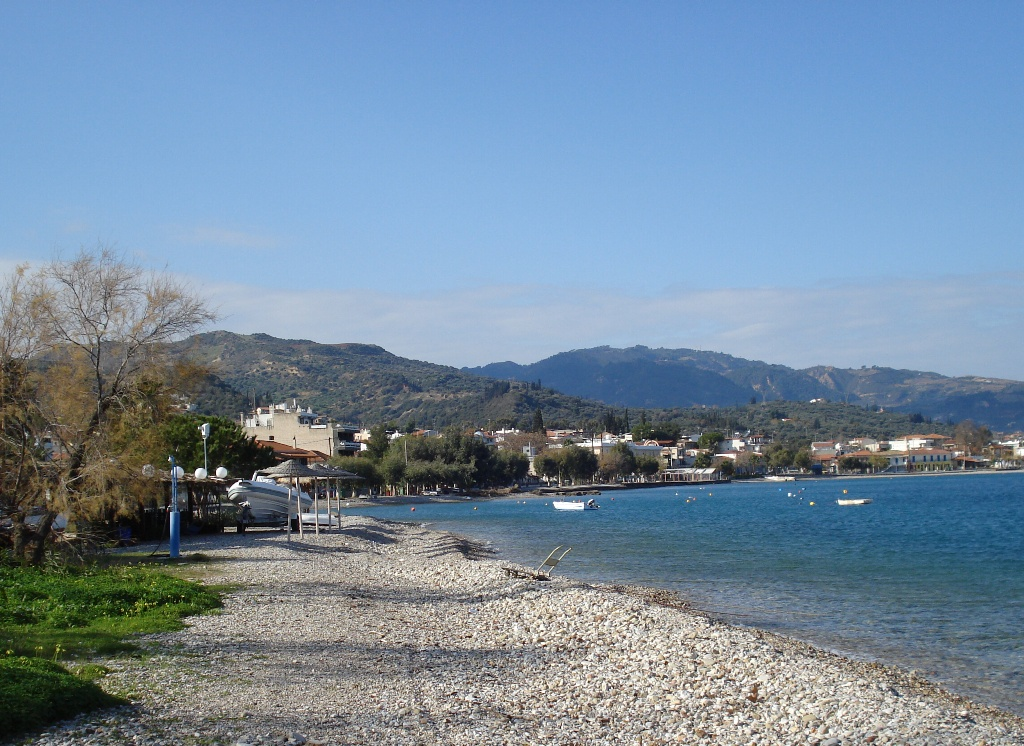
Селианитика и море (зима 2008)